# Direkte-til-video
Direkte-til-video (også kendt som direkte-på-VHS, direkte-på-DVD og direkte-på-Blu-Ray) er et begreb, som bruges om en film, tv-serie, kortfilm eller tegnefilm som frigives til publikum direkte i hjemmevideo-format (i begyndelsen VHS), før eller uden at være blevet vist i biograferne eller på tv.
Direkte-til-video-format er ofte blevet brugt til at producere efterfølgere eller forløbere til succesfulde film. Begrebet har gennem tiden fået en nedsættende betydning om projekter, der ikke forventes en stor eller speciel succesfuld indtjening eller modtagelse, da projekterne ofte kan have lavere teknisk eller kunstnerisk kvalitet.  Formatet har dog vist profitabelt for selvstændige filmskabere og mindre filmproduktionsselskaber.